# 藤本守
藤本 守（ふじもと まもる、1931年（昭和6年） - ）は、日本の生理学者。大阪医科大学元学長、名誉教授。

## 人物
京都府船井郡園部町新町（現・南丹市）生まれ。4人兄姉の末っ子である。父の実家は京都府北桑田郡京北町（現・京都市）。政治家野中広務の弟・野中一二三元園部町長は、園部国民学校（現・南丹市立園部小学校）の同級生だった。
京都府立医科大学卒業。同大学助手、講師、岐阜大学助教授を経て大阪医科大学教授に就任した。同大学図書館長、学長を歴任した。日本生理学会常任幹事、日本腎臓学会理事なども務めた。